# Az Outer Banks epizódjainak listája
Ez a cikk az Outer Banks című sorozat epizódjait tartalmazza. A sorozat 2020. április 15-én indult a Netflixen.

## Évadáttekintés
| Évad | Évad | Epizódok | Eredeti sugárzás  | Magyar sugárzás   | Adó |
| ---- | ---- | -------- | ----------------- | ----------------- | --- |
|      | 1.   | 10       | 2020. április 15. | 2020. április 15. |     |
|      | 2.   | 10       | 2021. július 30.  | 2021. július 30.  |     |
|      | 3.   | 10       | 2023. február 23. | 2023. február 23. |     |
|      | 4.   | 10       | 2024              | 2024              |     |

## Első évad (2020)
| Sor. | Év. | Cím                                    | Rendező       | Író                                                                                    | Premier                             |
| ---- | --- | -------------------------------------- | ------------- | -------------------------------------------------------------------------------------- | ----------------------------------- |
| 1.   | 1.  | Bevezető epizód (Pilot)                | Jonas Pate    | Tévéjáték: Josh Pate, Jonas Pate és Shannon Burke Történet: Josh Pate és Shannon Burke | 2020. április 15. 2020. április 15. |
| 2.   | 2.  | Szerencsés iránytű (The Lucky Compass) | Jonas Pate    | Shannon Burke                                                                          | 2020. április 15. 2020. április 15. |
| 3.   | 3.  | Tiltott zóna (The Forbidden Zone)      | Cherie Nowlan | Josh Pate                                                                              | 2020. április 15. 2020. április 15. |
| 4.   | 4.  | Kémjátszma (Spy Games)                 | Cherie Nowlan | Jonas Pate                                                                             | 2020. április 15. 2020. április 15. |
| 5.   | 5.  | Nyárközép (MidSummers)                 | Jonas Pate    | Josh Pate és Shannon Burke                                                             | 2020. április 15. 2020. április 15. |
| 6.   | 6.  | Kilences parcella (Parcel 9)           | Jonas Pate    | Tévéjáték: Keith Josef Adkins és Kathleen Hale Történet: Keith Josef Adkins            | 2020. április 15. 2020. április 15. |
| 7.   | 7.  | Vihar előtti csönd (Dead Calm)         | Valerie Weiss | Kathleen Hale                                                                          | 2020. április 15. 2020. április 15. |
| 8.   | 8.  | A kifutópálya (The Runway)             | Valerie Weiss | Rachel Sydney Alter                                                                    | 2020. április 15. 2020. április 15. |
| 9.   | 9.  | A harangtorony (The Bell Tower)        | Jonas Pate    | Dan Dworkin és Jay Beattie                                                             | 2020. április 15. 2020. április 15. |
| 10.  | 10. | A fantom (The Phantom)                 | Jonas Pate    | Josh Pate és Shannon Burke                                                             | 2020. április 15. 2020. április 15. |

## Második évad (2021)
| Sor. | Év. | Cím                                     | Rendező        | Író                                    | Premier                           |
| ---- | --- | --------------------------------------- | -------------- | -------------------------------------- | --------------------------------- |
| 11.  | 1.  | Az arany (The Gold)                     | Jonas Pate     | Josh Pate és Shannon Burke             | 2021. július 30. 2021. július 30. |
| 12.  | 2.  | A rablás (The Heist)                    | Jonas Pate     | Josh Pate                              | 2021. július 30. 2021. július 30. |
| 13.  | 3.  | Imák (Prayers)                          | Jonas Pate     | Josh Pate, Jonas Pate és Shannon Burke | 2021. július 30. 2021. július 30. |
| 14.  | 4.  | Hazatérés (Homecoming)                  | Jonas Pate     | Shannon Burke                          | 2021. július 30. 2021. július 30. |
| 15.  | 5.  | A legsötétebb óra (The Darkest Hour)    | Valerie Weiss  | Josh Pate és Shannon Burke             | 2021. július 30. 2021. július 30. |
| 16.  | 6.  | Az én választásom (My Druthers)         | Sunny Hodge    | Josh Pate és Shannon Burke             | 2021. július 30. 2021. július 30. |
| 17.  | 7.  | Az örömtűz (The Bonfire)                | Darnell Martin | Josh Pate és Shannon Burke             | 2021. július 30. 2021. július 30. |
| 18.  | 8.  | A kereszt (The Cross)                   | Darnell Martin | Josh Pate és Shannon Burke             | 2021. július 30. 2021. július 30. |
| 19.  | 9.  | Csapdába esve (Trapped)                 | Jonas Pate     | Josh Pate és Shannon Burke             | 2021. július 30. 2021. július 30. |
| 20.  | 10. | A Coastal Venture (The Coastal Venture) | Jonas Pate     | Josh Pate és Shannon Burke             | 2021. július 30. 2021. július 30. |

## Harmadik évad (2023)
| Sor. | Év. | Cím                                        | Rendező        | Író                                                                                       | Premier                             |
| ---- | --- | ------------------------------------------ | -------------- | ----------------------------------------------------------------------------------------- | ----------------------------------- |
| 21.  | 1.  | Két sziget (Poguelandia)                   | Jonas Pate     | Josh Pate és Shannon Burke                                                                | 2023. február 23. 2023. február 23. |
| 22.  | 2.  | Harangok (The Bells)                       | Jonas Pate     | Josh Pate és Shannon Burke                                                                | 2023. február 23. 2023. február 23. |
| 23.  | 3.  | Apák és fiúk (Fathers and Sons)            | Jonas Pate     | Josh Pate és Shannon Burke                                                                | 2023. február 23. 2023. február 23. |
| 24.  | 4.  | A napló (The Diary)                        | Darnell Martin | Josh Pate és Shannon Burke                                                                | 2023. február 23. 2023. február 23. |
| 25.  | 5.  | Rablások (Heists)                          | Jonas Pate     | Josh Pate és Shannon Burke                                                                | 2023. február 23. 2023. február 23. |
| 26.  | 6.  | Sötét erdő (The Dark Forest)               | Valerie Weiss  | Forgatókönyv: Josh Pate és Shannon Burke Történet: Rachel Sydney Alter és Nicholas Schutt | 2023. február 23. 2023. február 23. |
| 27.  | 7.  | Boldog évfordulót! (Happy Anniversary)     | Gonzalo Amat   | Forgatókönyv: Josh Pate és Shannon Burke Történet: Crystal Garland és Joey Elkins         | 2023. február 23. 2023. február 23. |
| 28.  | 8.  | Irányváltás (Tapping the Rudder)           | Valerie Weiss  | Josh Pate és Shannon Burke                                                                | 2023. február 23. 2023. február 23. |
| 29.  | 9.  | Üdv Kitty Hawkban! (Welcome to Kitty Hawk) | Jonas Pate     | Josh Pate és Shannon Burke                                                                | 2023. február 23. 2023. február 23. |
| 30.  | 10. | A gnómon titka (Secret of the Gnomon)      | Jonas Pate     | Josh Pate és Shannon Burke                                                                | 2023. február 23. 2023. február 23. |

## Negyedik évad (2024)
| Sor. | Év. | Cím                        | Rendező | Író | Premier |
| ---- | --- | -------------------------- | ------- | --- | ------- |
| 31.  | 1.  | From The River, To The Sea |         |     | 2024    |